# 谭希林
谭希林（1908年3月12日—1970年2月11日），原名谭载章，湖南长沙人，中国人民解放军中将。1955年获一级八一勋章、一级独立自由勋章、一级解放勋章。